# Chiquihuitillos
Chiquihuitillos es una zona arqueológica, ubicado en el municipio de Mina, Estado de Nuevo León, México. En general todo el noreste de México alberga una riqueza arqueológica incalculable. La zona tiene impresionantes petroglifos y es considerada una zona importante en el contexto regional.
En el medio del desierto, entre los municipios de Mina, Villaldama y Bustamante, se localiza una importante concentración de pinturas rupestres. Es un conjunto de lomas donde las tribus antiguas plasmaron en rocas su cosmovisión.
“En primer lugar es una concentración importante de pinturas rupestres y en segundo lugar las manifestaciones muestran semejanzas con una serie de otros sitios que se hallan en una región contigua, por lo que se puede hablar de toda una tradición”
Esta zona fue habitada por grupos nativos; como los Alazapas, quienes hablaban Idioma coahuilteco. No se conoce la cantidad de miembros de los grupos que habitaban la zona, no hay restos de lugares habitacionales tampoco agua suficiente para la agricultura de temporal.
Estos grupos antiguos no construyeron pirámides, como en otras culturas mesoamericanas, sin embargo este patrimonio ofrece nueva información para la compresión del pasado.
Este patrimonio arqueológico es diferente, pero tan importante como otras muestras mesoamericanas. Persiste la percepción de que en los desiertos septentrionales no hay nada, y no ha habido muchas investigaciones arqueológicas.
Las pinturas rupestres de Chiquihuitillos sin ser estructuras piramidales, son impresionantes manifestaciones antiguas sobre cañadas y riscos.

## El Sitio
Se piensa que la zona fue un lugar ceremonial y para observación de los astros, un estilo referente para antropólogos.
De acuerdo con William Breen Murray (Antropólogo y catedrático de UDEM), el sitio Chiquihuitillos representa uno de los puntos más importantes de manifestaciones rupestres dentro de un contexto regional.
La concentración de pinturas rupestres y la cantidad de manifestaciones semejantes en otros sitios cercanos a la zona, inducen a pensar que se trata de toda una tradición.
Existen en el sitio petrograbados y pinturas rupestres. No existe semejanza entre estos, por lo que puede inferir que podrían ser tradiciones diferentes. Los petroglifos parecen ser más antiguos. Las pinturas muestran similitudes con unas muestras encontradas en el Río Bravo, en la desembocadura del Río Pecos.
El Estilo Pecos está fechado con cierta precisión y se remonta hacía unos cuatro mil años, antigüedad aproximada de las pinturas.

## Estilo Chiquihuitillos
Este estilo se distribuye en la región, 60 kilómetros al norte, municipios de Villaldama, Bustamante y Lampazos, hasta Candela en Coahuila. En esta zona incluye Mina, García y Ramos Arizpe. 
Se caracteriza por tener pinturas policromática, usando colores rojos, blanco, negro, naranja y amarillo. Se considera que algunas pinturas tengan motivos astronómicos. Chiquihuitillos es una importante zona con estas pinturas rupestres, ha dado su nombre a un estilo de petrograbados.

## Exploración del Arte Rupestre
La prehistoria del noreste está llena de incógnitas. Información disponible contiene datos con importantes aspectos, es menester que el arte rupestre del noreste sea conocido. Existen trabajos en español y otros en inglés, que por primera vez ofrecen la información a investigadores hispanoparlantes, debido a persistentes barreras políticas y culturales.
La anterior información plantea perspectivas nuevas sobre la prehistoria regional. El descubrimiento de estos sitios rupestres es un reconocimiento a cosas existentes, pero que era invisible, debido a la tesis de que no había prehistoria en el noreste mexicano. La comunidad consideraban que los vestigios de civilizaciones antiguas no tenían valor. Es evidente las pinturas rupestres proporcionan acceso íntimo a la vida del cazador y recolector, forma de vida predominante durante toda la prehistoria. Dependían de la naturaleza para subsistir, la utilizaban con tecnologías sencillas. Existe por ende una nueva visión de la prehistoria, más compleja, en el tiempo y el espacio.
El arte rupestre del noreste tiene dos tipos: el petrograbado o petroglifos y la Pintura rupestre (pictograma o pictografía). Existe un tercer tipo de arte rupestre, el geoglifo, pero no ha sido detectado en la región hasta la fecha.
El petrograbado es mucho más común. Utiliza varias técnicas (picoteo y raspado) para grabar figuras (imágenes representativas, símbolos abstractos o simples marcas en roca nativa). La pintura rupestre, por su parte usa pigmentos naturales directamente aplicados en la roca, tiene longevidad protegido de la naturaleza. Las herramientas para su ejecución varían desde piedras puntiagudas, plumas de ave o el dedo humano, sin embargo su uso es ocasional y difícil de reconocer arqueológicamente.
Este arte rupestre es mundial, hay en todos los continentes y es un Patrimonio de la Humanidad, de acuerdo con la UNESCO. La antigüedad llega a los principios de albores de la prehistoria humana. En Francia y España, hay pinturas rupestres fechadas a treinta mil años AP.

## Arte Rupestre - Noroeste de México
En el continente Americano, este arte se encuentra en todas artes del continente, probablemente hechas por sus primeros pobladores. En el noreste mexicano, hay ocupación humana confirmada a finales de la última Glaciación, hace 10,500 años A.P.  En algunos casos hay ocupaciones tempranas, fechadas por radiocarbono al periodo Arcaico de América temprano, como el cercano Boca de Potrerillos, en Mina, desde 7600 AP., y Cueva Ahumada, en García, desde 6000 AP. No se puede afirmar con plena seguridad que las manifestaciones rupestres en estos sitios tengan semejante antigüedad, pero existe la posibilidad.
La Doctora Solveig A. Turpin ubicó sitios rupestres de este estilo en el norte de Coahuila, confirmando la difusión del estilo al sur, en el lado mexicano de la frontera. La definición del estilo Chiquihuitillos, pictografías de Chiquihuitillos en el noreste mexicano, señala diferencias encontradas con la pintura rupestre nuevoleonesa, pero también semejanzas derivadas de la práctica del chamanismo asociado con el uso del peyote en ambas zonas.